# 第502重戦車大隊
第502重戦車大隊(ドイツ語: Schwere Panzer-Abteilung 502)は、ドイツ国防軍陸軍に存在した重戦車大隊である。初めてティーガーIを受領し部隊編成した大隊であり、東部戦線を中心に1400両以上の戦車を撃破する戦果を上げた。

## 概要

### 編成
1942年5月25日、バンベルクにおいて第35戦車訓練大隊から派生する形で組織された。
第502重戦車大隊が組織されて間もない7月23日、アドルフ・ヒトラーはティーガーIをレニングラードに投入するよう命令を発した。この命を受け、8月19日、20日の2日にかけて4両のティーガーIが大隊に配備された。8月29日に大隊はレニングラードに到着、初めてティーガーIが実戦投入された。

### 運用
第502重戦車大隊のティーガーIは1942年9月16日にラドガ湖南部で初めて戦火を交えた。しかし、9月22日に大隊のティーガーIは悪路で立ち往生するなどしたため敵の砲撃を受けてしまい、このうち1両が回収不可能となってしまった。このティーガーIは敵側に情報が渡るのを防ぐため、11月25日に破壊されている。9月25日には新たなティーガーIやIII号戦車などが到着し、大隊は立て直された。
1942年12月になると、それまで第1中隊のみであった第502重戦車大隊に新たに第2中隊が編成されたが、第1中隊とは異なりドン軍集団戦区に派遣された。この第2中隊は翌1943年1月末頃に、同じ戦区に派遣されていた第503重戦車大隊に第3中隊として編入された。
1943年1月14日、イスクラ作戦を展開中だったソ連軍が第502重戦車大隊のティーガーIを1両撃破し、鹵獲した。さらにその数日後、もう1両のティーガーIも鹵獲されている。2両のティーガーIは即座にクビンカ装甲車両中央研究所に運ばれ、対抗手段を得るために徹底的に研究された。
1943年4月1日、第1中隊のみとなっていた第502重戦車大隊に第2中隊と第3中隊が組織された。5月後半までに大隊には31両のティーガーIが配備されており、前述のような戦果を上げる要因となった。6月に重戦車大隊の部隊編成に変更があり、第502重戦車大隊第1中隊もそれまでのティーガーIとIII号戦車の混合形態から、ティーガーIのみの編成へと変化している。

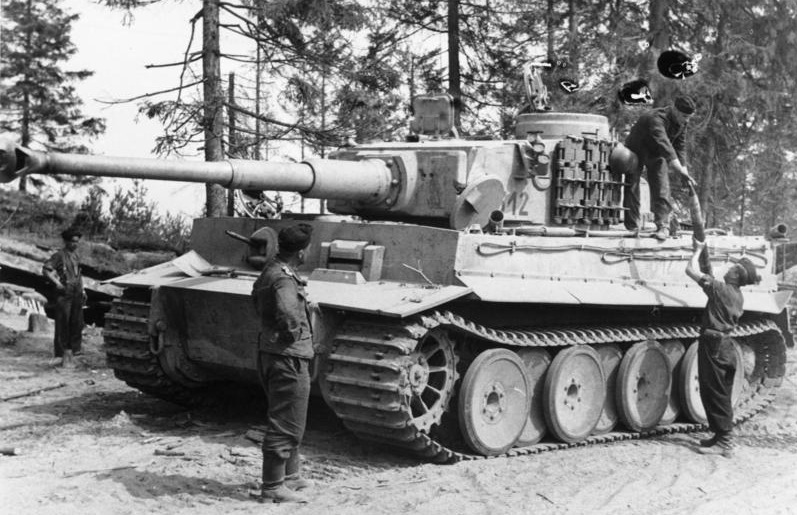
第502重戦車大隊のティーガーI。(ラドガ湖付近、1943年8月)

第502重戦車大隊は1943年7月から9月までラドガ湖付近に、11月から12月はネヴェルに拠点を置き、レニングラードから退却するドイツ軍の援護を行った。1944年2月からはナルヴァ軍集団としてナルヴァの防衛に当たった。4月にはプレスカウに、7月にはダウガフピルスに移り戦闘を繰り広げた。
ティーガーIIも第502重戦車大隊に配備されたが、終戦間際でもありその数は僅か8両にとどまっている。

### 再編
1945年1月5日、第502重戦車大隊は第511重戦車大隊(ドイツ語: Schwere Panzer-Abteilung 511)に再編された。ティーガーIIが不足していたため、ティーガーIやヘッツァーなどが補填に回されている。大隊は独ソ戦に従軍したが4月27日に解散し、5月9日にソ連軍へ降伏した。
第502重戦車大隊は大戦を通じて105両のティーガーIと8両のティーガーIIが配備され、1,400両以上の敵戦車、2,000門以上の敵火砲を撃破した。

## 歴代司令官
- メルカー少佐 (1942年8月 - 11月)
- ヴォルシュラーガー大尉 (1942年11月 - 1943年2月)
- リヒター少佐 (1943年2月 - 7月)
- シュミット大尉 (1943年7月 - 8月)
- ラング大尉 (1943年8月 - 10月)
- ヴィリー・イェーデ少佐 (1943年10月 - 1944年3月)
- シュヴァナー少佐 (1944年3月 - 8月)
- フォン・フェルスター大尉 (1944年8月 - 1945年4月)